# Ronde van Frankrijk 1938
| Route van de Ronde van Frankrijk 1938 met start en finish in Parijs. |                       |              |
| Eindklassement                                                       |                       |              |
| Algemeen klassement                                                  | Gino Bartali          | 148h 29' 12" |
| Tweede                                                               | Félicien Vervaecke    | + 18' 27"    |
| Derde                                                                | Victor Cosson         | + 29' 26"    |
| Vierde                                                               | Edward Vissers        | + 35' 08"    |
| Vijfde                                                               | Mathias Clemens       | + 42' 08"    |
| Zesde                                                                | Mario Vicini          | + 44' 59"    |
| Zevende                                                              | Jules Lowie           | + 48' 56"    |
| Achtste                                                              | Antonin Magne         | + 49' 00"    |
| Negende                                                              | Marcel Kint           | + 59' 49"    |
| Tiende                                                               | Dante Gianello        | + 1h 06' 47" |
| Rode Lantaarn                                                        | Janus Hellemons (55e) | + 5h 02' 34" |
| Bergklassement                                                       | Gino Bartali          | 107 punten   |
| Tweede                                                               | Félicien Vervaecke    | 79 punten    |
| Derde                                                                | Edward Vissers        | 76 punten    |
| Ploegenklassement                                                    | België                | 447h 10' 07" |
| Tweede                                                               | Frankrijk A           | -            |
| Derde                                                                | Italië                | -            |

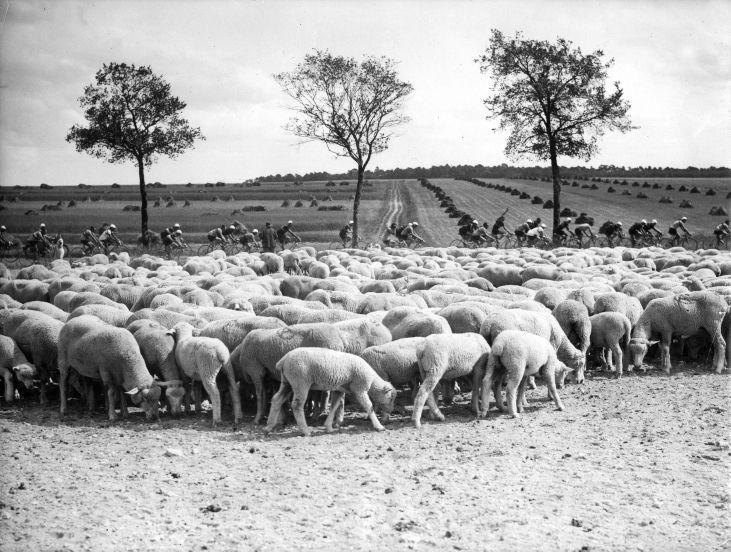
Het peloton passeert een kudde schapen tijdens de 19e etappe van Metz naar Reims.

In 1938 ging de 32e Tour de France van start op 5 juli in Parijs. Hij eindigde op 31 juli in Parijs. Er stonden 96 renners verdeeld over 10 ploegen aan de start; individuele rijders waren voor het eerst uitgesloten.
Gino Bartali had in 1937 al twee dagen de gele trui gedragen, maar moest toen na een val opgeven. In 1938 was hij terug, en dit keer met de intentie de Tour te winnen. Regerend Tourwinnaar Roger Lapébie was niet aanwezig, en de belangrijkste concurrenten van Bartali leken de Belgen te zijn. André Leducq kwam in het geel bij de Pyreneeën, waar de verwachte aanval van Bartali kwam. Hij leek in de etappe naar Luchon recht op de gele trui af te stevenen, maar werd door materiaalpech teruggeslagen, en het was de Belg Félicien Vervaecke die het klassement ging leiden. Echter, in de koninginnenrit in de Alpen sloeg Bartali onverbiddelijk toe. In een rit over onder meer de Vars en de Izoard reed hij Vervaecke, toch ook een gekend klimmer, op 20 minuten, en won de Ronde met overtuigend verschil.
Aantal ritten: 21 

Totale afstand: 4694 km 

Gemiddelde snelheid: 31.565 km/h 

Aantal deelnemers: 96 

Aantal uitgevallen: 41 

## Belgische en Nederlandse prestaties
In totaal namen er 12 Belgen en 6 Nederlanders deel aan de Tour van 1938.

### Belgische etappezeges
- Eloi Meulenberg won de 4e etappe deel A en deel B van Nantes naar Royan en de 5e etappe van Royan naar Bordeaux.
- Félicien Vervaecke won de 4e etappe deel C van Nantes naar Royan, het klassement over etappe 4 deel A/B/C, de 8e etappe van Pau naar Luchon, de 10e etappe deel B van Narbonne naar Béziers en de 20e etappe deel C van Laon naar Saint-Quentin.
- Marcel Kint won de 15e etappe van Briançon naar Aix-les-Bains, de 16e etappe van Aix-le-Bains naar Besançon en de 18e etappe van Straatsburg naar Metz.
- Emile Masson won de 17e etappe van Besançon naar Belfort en (ex aequo met Otto Weckerling) het klassement over etappe 17 deel A/B.
- François Neuville won de 20e etappe deel C van Saint Quentin naar Lille (Rijsel) en het klassement over etappe 20 deel A en C.

### Nederlandse etappezeges
- Gerrit Schulte won de 3e etappe van Saint Brieuc naar Nantes.
- Theo Middelkamp won de 7e etappe van Bayonne naar Pau.
- Toon van Schendel won de 10e etappe deel A van Perpignan naar Narbonne en het klassement over etappe 10 deel A en etappe 10 deel C.

## Etappes
- 1e Etappe Parijs - Caen: Willy Oberbeck (Dui)
- 2e Etappe Caen - Saint Brieuc: Jean Majerus (Lux)
- 3e Etappe Saint Brieuc - Nantes: Gerrit Schulte (Ned)
- 4e etappe deel A Nantes - Royan: Eloi Meulenberg (Bel)
- 4e etappe deel B Nantes - Royan: Eloi Meulenberg (Bel)
- 4e etappe deel C Nantes - Royan: Félicien Vervaecke (Bel)
  - Klassement over de 3 korte etappes: Félicien Vervaecke (Bel)
- 5e Etappe Royan - Bordeaux: Eloi Meulenberg (Bel)
- 6e Etappe deel A Bordeaux - Arcachon: Jules Rossi (Ita)
- 6e Etappe deel B Arcachon - Bayonne: Glauco Servadei (Ita)
  - Klassement over de 2 korte etappes: Jules Rossi (Ita)
- 7e Etappe Bayonne - Pau: Theo Middelkamp (Ned)
- 8e Etappe Pau - Luchon: Félicien Vervaecke (Bel)
- 9e Etappe Luchon - Perpignan: Jean Fréchaut (Fra)
- 10e Etappe deel A Perpignan - Narbonne: Toon van Schendel (Ned)
- 10e Etappe deel B Narbonne - Béziers: Félicien Vervaecke (Bel)
- 10e Etappe deel C Béziers - Montpellier: Antonin Magne (Fra)
  - Klassement over deel A en deel C: Toon van Schendel (Ned)
- 11e Etappe Montpellier - Marseille: Gino Bartali (Ita)
- 12e Etappe Marseille - Cannes: Jean Fréchaut (Fra)
- 13e Etappe Cannes - Digne: Dante Gianello (Fra)
- 14e Etappe Digne - Briançon: Gino Bartali (Ita)
- 15e Etappe Briançon - Aix les Bains: Marcel Kint (Bel)
- 16e Etappe Aix les Bains - Besançon: Marcel Kint (Bel)
- 17e Etappe Besançon - Belfort: Emile Masson (Bel)
- 17e Etappe Belfort - Straatsburg: Jean Fréchaut (Fra)
  - Klassement over de 2 korte etappes: Emile Masson (Bel) en Otto Weckerling (Dui) (ex aequo)
- 18e Etappe Straatsburg - Metz: Marcel Kint (Bel)
- 19e Etappe Metz - Reims: Fabien Galateau (Fra)
- 20e Etappe deel A Reims - Laon: Glauco Servadei (Ita)
- 20e Etappe deel B Laon - Saint Quentin: Félicien Vervaecke (Bel)
- 20e Etappe deel C Saint Quentin - Lille (Rijsel): François Neuville (Bel)
  - Klassement over deel A en deel C: François Neuville (Bel)
- 21e Etappe Lille (Rijsel) - Parijs: André Leducq (Fra) en Antonin Magne (Fra) (ex aequo)

 winnaars gele trui · 
 puntenklassement · 
 bergklassement · 
 jongerenklassement · 
 tussensprintklassement · 
 combinatieklassement · 
 ploegenklassement · 
 strijdlust · 
rode lantaarn
records · meeste deelnames · ranglijst etappewinnaars · bekende beklimmingen · valpartijen · dopinggevallen · Grand Départ · Souvenir Henri Desgrange
1903 · 
1904 · 
1905 · 
1906 · 
1907 · 
1908 · 
1909 · 
1910 · 
1911 · 
1912 · 
1913 · 
1914 ·
1915 ·
1916 ·
1917 ·
1918 · 
1919 · 
1920 · 
1921 · 
1922 · 
1923 · 
1924 · 
1925 · 
1926 · 
1927 · 
1928 · 
1929 · 
1930 · 
1931 · 
1932 · 
1933 · 
1934 · 
1935 · 
1936 · 
1937 · 
1938 · 
1939 · 
1940 ·
1941 ·
1942 ·
1943 ·
1944 ·
1945 ·
1946 ·
1947 · 
1948 · 
1949 · 
1950 · 
1951 · 
1952 · 
1953 · 
1954 · 
1955 · 
1956 · 
1957 · 
1958 · 
1959 · 
1960 · 
1961 · 
1962 · 
1963 · 
1964 · 
1965 · 
1966 · 
1967 · 
1968 · 
1969 · 
1970 · 
1971 · 
1972 · 
1973 · 
1974 · 
1975 · 
1976 · 
1977 · 
1978 · 
1979 · 
1980 · 
1981 · 
1982 · 
1983 · 
1984 · 
1985 · 
1986 · 
1987 · 
1988 · 
1989 · 
1990 · 
1991 · 
1992 · 
1993 · 
1994 · 
1995 · 
1996 · 
1997 · 
1998 · 
1999 · 
2000 · 
2001 · 
2002 · 
2003 · 
2004 · 
2005 · 
2006 · 
2007 · 
2008 · 
2009 · 
2010 · 
2011 · 
2012 · 
2013 · 
2014 · 
2015 · 
2016 · 
2017 · 
2018 · 
2019 ·
2020 · 
2021 · 
2022 · 
2023 · 
2024 · 
2025